# Diogo de Silves
Diogo de Silves war ein portugiesischer Seefahrer und Entdecker des 15. Jahrhunderts, der 1427 die Azoreninsel Santa Maria und höchstwahrscheinlich auch São Miguel auf der Rückfahrt von Madeira entdeckte.
Über seine Identität ist wenig bekannt. Sein Beiname lässt auf eine Herkunft aus der Stadt Silves an der Algarve schließen, zumal unter den ersten Entdeckern einige aus dieser Region kamen. Sein Name war auf einer Karte des Katalanen Gabriel de Valsequa aus dem Jahr 1439 verzeichnet.
| Personendaten    | Personendaten                           |
| ---------------- | --------------------------------------- |
| NAME             | Silves, Diogo de                        |
| KURZBESCHREIBUNG | portugiesischer Seefahrer und Entdecker |
| GEBURTSDATUM     | 15. Jahrhundert                         |
| STERBEDATUM      | 15. Jahrhundert                         |